# 맹진오
맹진오(한국 한자: 孟珍吾, 1986년 3월 6일 ~ )는 대한민국의 전 축구 선수로, 포지션은 수비수였다.